# Детан, Жан-Луи
Жан-Луи Детан — французский политик, депутат Национального собрания, бывший президент Генерального совета департамента Эр.

## Биография
Родился 3 марта 1951 года в Либурне (департамент Жиронда). Закончил бизнес-школу ESCP и Колледж Европы в Брюгге. Изучал общественное право в университете Лилля, преподавал менеджмент в университете Габона в 1975-1977 годах, возглавлял
Департамент Северной Америки и Японии в Министерстве связи и телекоммуникаций в 1977-1979 годах.
Окончив в 1986 году Национальную школу администрации ENA, работал вице-консулом в Иерусалиме, затем советником министра внутренних дел Пьера Жокса (1989-1990), президента Национального собрания Лорана Фабиуса (1990-1992) и министра внутренних дел Поля Киле (1992-1993).
В 1989 году Жан-Луи Детан впервые участвовал в муниципальных выборах и был избран в совет города Понт-Одеме. В 1994 году он впервые был избран в Генеральный совет департамента Эр от кантона Понт-Одеме и в Региональный совет Верхней Нормандии, в 1995 года занял пост мэра этого города. После победы социалистов на кантональных выборах 2001 года был избран Президентом Генерального  совета департамента Эр, впоследствии трижды переизбирался на этот пост. В 2004 году возглавил Европейскую Комиссию Ассамблеи департаментов Франции (Assemblée des Départements de France, ADF). Кавалер Ордена Почетного легиона.
В марте 2015 года принимал участие в выборах в Совет департамента Эр от кантона Брионн, но потерпел поражение, не пройдя во II тур.
В марте 2017 года Жан-Луи Детан объявил о поддержке Эмманюэля Макрона на президентских выборах 2017 года. Рассчитывал стать кандидатом движения «Вперёд, Республика!» по 2-му избирательному округу департамента Эр на выборах в Национальное собрание в 2017 году; когда этого не произошло, от участия в выборах отказался. 

## Занимаемые выборные должности
19.03.1989 — 1995 — член совета города Понт-Одеме 

1994 — 2001 — член Генерального совета департамента Эр от кантона Понт-Одеме 

1994 — 2001 — член Регионального совета Верхней Нормандии 

1995 — 2001 — мэр города Понт-Одеме 

2001 — 2013 — первый вице-мэр города Понт-Одеме 

31.03.2001 — 01.04.2015 — президент Генерального совета департамента Эр 

20.06.2012 — 20.06.2017 — депутат Национального собрания Франции от 2-го избирательного округа департамента Эр.